# Athéna d'Angélitos

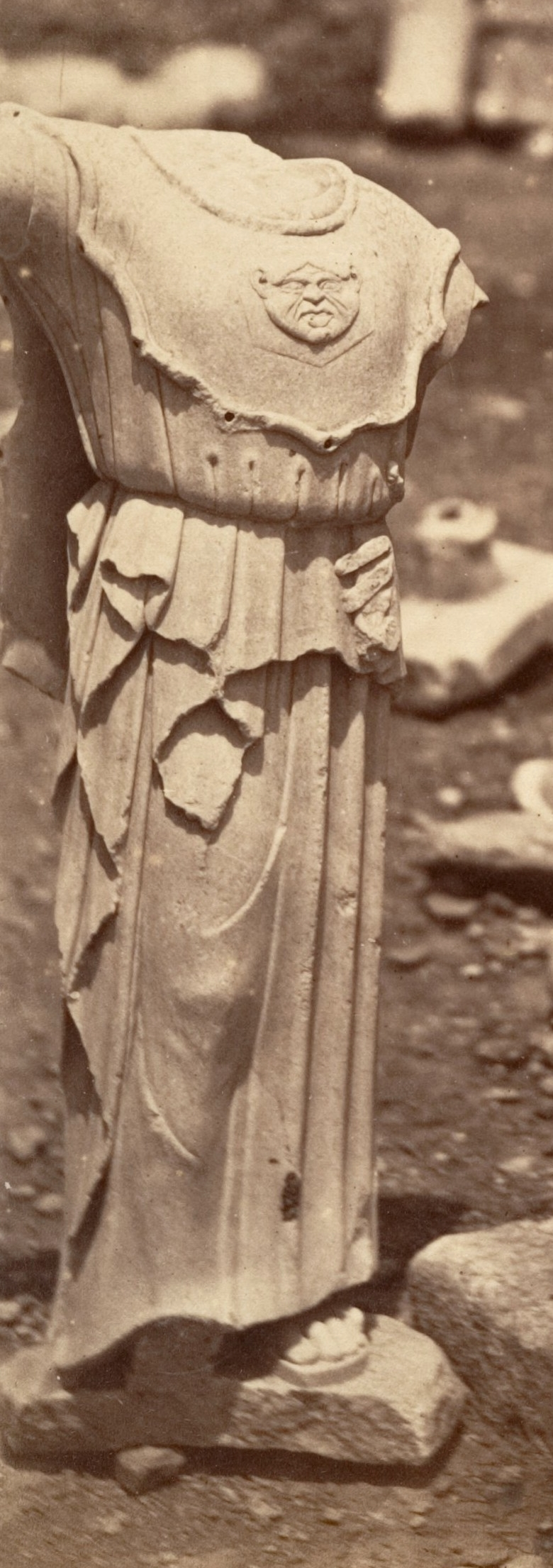
Statue d'Athéna Angélitos, sur la photo de fouilles du Perserschutt, 1866.

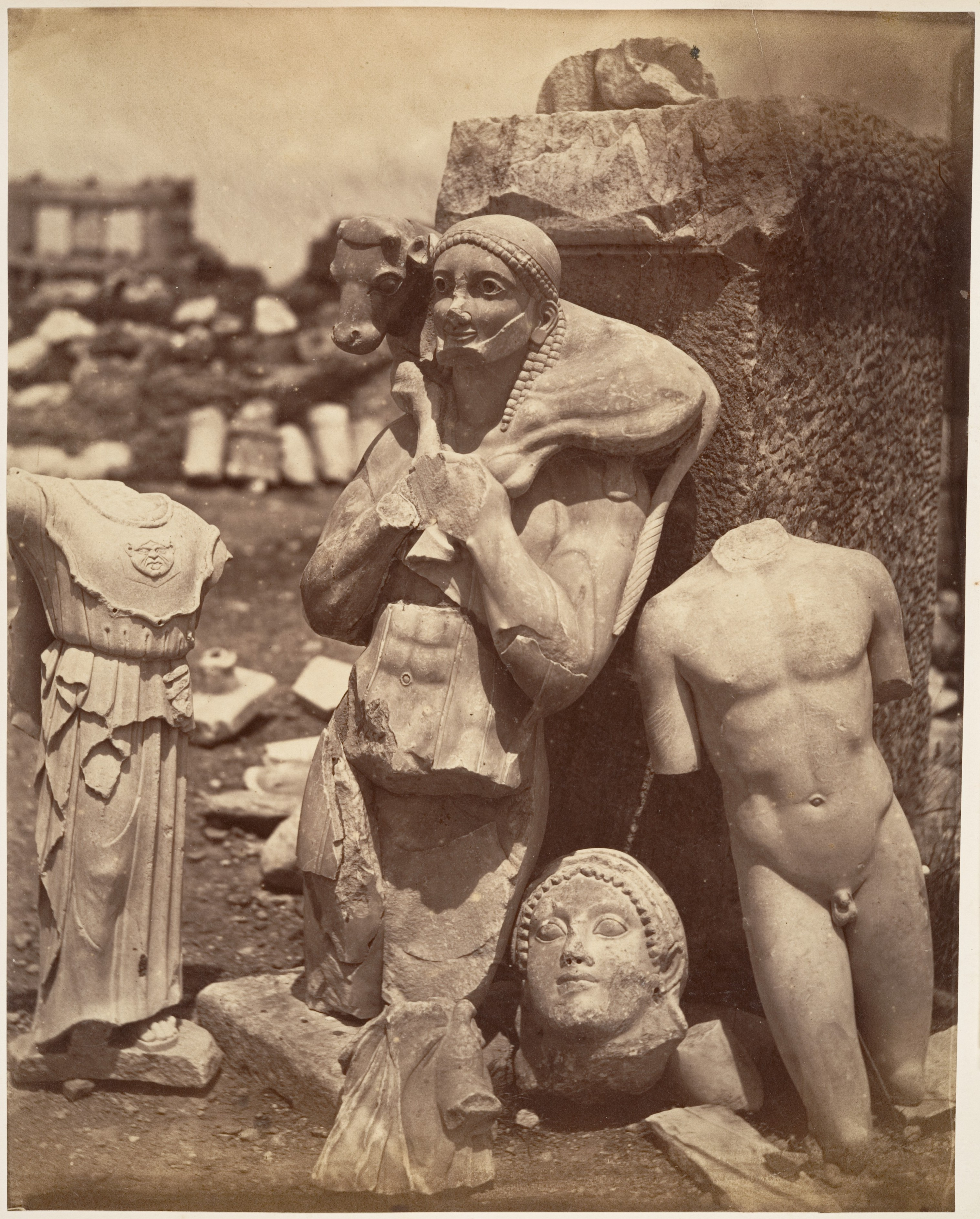
Le Perserschutt, photographié en 1866, juste après la fouille. L'Athéna Angélitos est visible à gauche.

L'Athéna d'Angélitos est une statue grecque en marbre, datée de -490/-470. Cette statue est la plus ancienne représentation connue de l'Athéna armée. C'est un exemple de style sévère, style de transition entre les styles archaïque et classique, qui s'est développé après les guerres médiques.
Elle est conservée au musée de l'Acropole sous le numéro d'inventaire 140.
Elle a été trouvée sur l'acropole d'Athènes, dans le dépôt des Perses (Perserschutt), en même temps que l'éphèbe de Critios et le Moschophore. 
La statue est lourdement endommagée. Sa tête n'a pas été retrouvée. Comme les représentations précédentes d'Athéna, elle porte le péplos archaïque, mais aussi l'égide sur les épaules, avec un gorgonéion au milieu de la poitrine. Son bras droit levé, qui subsiste jusqu'au poignet, tenait très probablement une lance. Son bras gauche est entièrement absent, à l'exception de l'épaule et de traces de la main gauche appuyée sur sa taille.
Bien que ce ne soit pas sûr, on pense que la statue était dressée au sommet d’une colonne de marbre retrouvée sur l'Acropole, dont l'inscription se lit comme suit :
Ἀνγέλιτός μ' ἀνέθε[κε]
[πότνι'] Ἀθεναία χεχ[αρίσθο σοι τόδε δορον].
Εὐένορ ἐποίεσεν.
« Angélitos m'a dédiée. Vénérable Athéna, que ce cadeau te plaise. Euènôr l'a fait. »
L'auteur de l'œuvre pourrait donc être le sculpteur Euènôr (en grec ancien Εὐήνωρ), dont le nom est mentionné sur deux autres bases de statues.